# Javelina
Una javelina és una llancívola lleugera generalment composta d'una llarga tija acabada amb una punta d'acer. Era utilitzada principalment en tant que arma llancívola però podia servir, accessòriament, d'arma per a la lluita cos a cos.
Les javelines han estat utilitzats de maneres diferents segons els temps i els llocs: la javelina pesant en els legionaris romans, la javelina lleugera per a les tropes a cavall o per les tropes a peu lleugeres. El seu objectiu principal era desorganitzar l'adversari, infligint-li pèrdues abans d'arribar al cos-a-cos

## Descripció

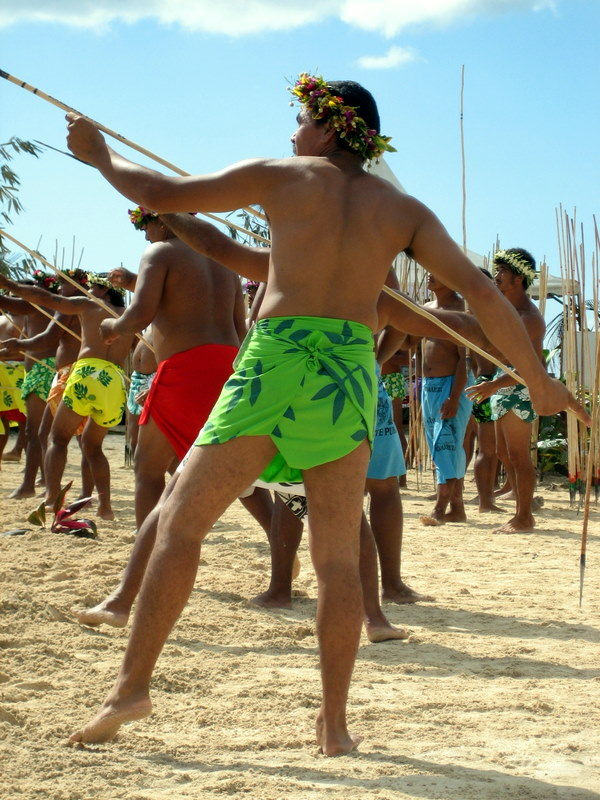
Llançament de javelina al Festival de Papeete

Una característica d'aquesta arma és la de tenir una punta metàl·lica pesant, capaç de perforar escut i armadura, si es llançava amb prou força. Va ser una de les principals armes de la infanteria romana.
També hi havia la javelina d'estoc que és una arma per al combat cos a cos, pesat i proveït d'una fulla relativament ampla, contràriament a la javelina llancívola, que era més lleugera i estava dotada d'una fulla més prima

## Història
Xenofont aconsellava que els genets de la cavalleria grega anessin armats amb dues javelines amb asta de corneller.
La javelina utilitzada pels legionaris romans era el pílum. Aquesta arma era utilitzada pels criats, milicians i tropes d'infanteria lleugera a l'Edat mitjana. Era llançada sobre els enemics tant si anaven sense cuirassa com amb cuirassa. La javelina era igualment utilitzada pels cavallers a l'Edat mitjana, sobretot per assetjar l'enemic.

### Francs
Els soldats d'infanteria francs, no portaven ni cuirasses ni botes. Portaven l'espasa i javelines. Les seves javelines poden emprar-se com a piques curtes o com a armes llancívoles; estan del tot cobertes de ferro fora de l'empunyadura; la seva punta està dotada de dos ganxos aguts, destinats a retenir-la a les ferides. Si la javelina es clavava a l'escut, hi romania suspesa per la seva punta i l'arrossegava a terra. No podia ser arrencada ni tallada perquè estava coberta de ferro. És a aquest moment que el Franc s'avançava saltant, posava el peu sobre l'extrem inferior de la javelina, i recolzant-se al damunt fent palanca, obligava l'enemic a inclinar el seu escut i a descobrir-se. Llavors li clavava la destral o l'espasa, al rostre o a la gola.

### Almogàvers

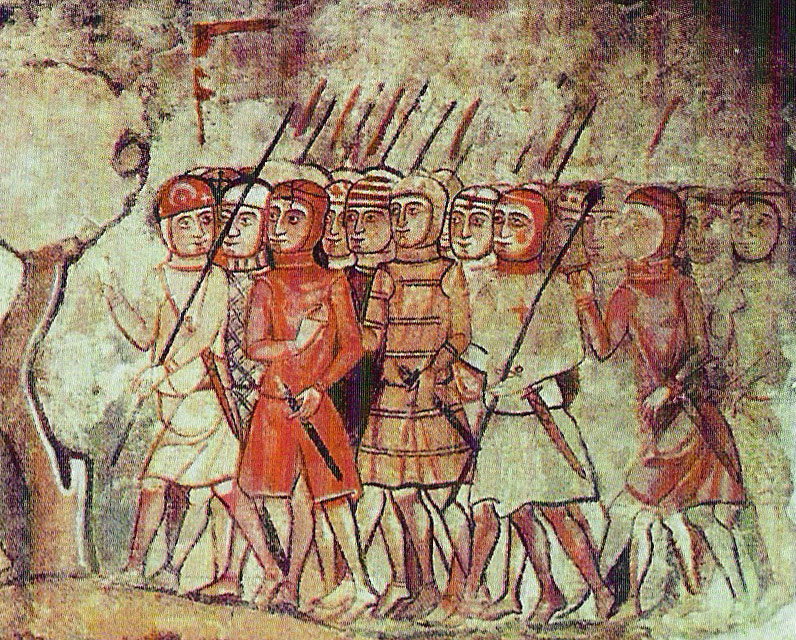
Tropes molt similars als almogàvers durant la conquesta de Mallorca

Els almogàvers eren un cos d'infanteria, principalment catalana, els soldats de la qual anaven armats amb un coltell, dos o tres dards (semblants a javelines lleugeres) i una llança curta (ascona muntera). No portaven escut.